# Cerkev Kristusa Odrešenika, Moskva
Cerkev Kristusa Odrešenika (rusko Храм Христа́ Спасителя / transliteracija Hram Hrista Spasitelja) je cerkev (rusko sobor) v ruski prestolnici Moskvi. Velja za osrednjo cerkev Ruske pravoslavne Cerkve in je s 103 metri ena najvišjih pravoslavnih verskih stavb na svetu.
Cerkev, ki stoji na levem bregu reke Moskve zahodno od Kremlja, je bila prvič zgrajena leta 1883, uničena med Stalinovo diktaturo leta 1931 in obnovljena od leta 1995 do 2000, kolikor se je dalo približati izvirniku.

## Zgodovina

### Prvi osnutek
Zgodovina moskovske cerkve Kristusa Odrešenika se je začela v začetku 19. stoletja. Razlog za njeno gradnjo je bila zmaga Rusije nad Napoléonom Bonapartom v tako imenovani domovinski vojni leta 1812. Z gradnjo monumentalne pravoslavne cerkve, katere velikost bi morala preseči vse prejšnje ruske cerkvene stavbe, je takratni car Aleksander I. Ruski hotel biti hvaležen za trdo in z velikimi izgubami pridobljeno zmago in hkrati dokazoval moč in veliko velikost Ruskega carstva. Postavitev cerkvenih stavb v znak hvaležnosti za zgodovinske zmage v Rusiji je bila v carstvu večletna tradicija: na primer Kazanska cerkev na Rdečem trgu je bila zgrajena okoli leta 1625 ob izgonu poljsko-litovskih okupatorjev; cerkev Vasilija Blaženega, tudi na Rdečem trgu, je zgradil Ivan Grozni v spomin na zmago nad Kazanskim kanatom.
Zaradi želene monumentalnosti nove cerkve, ki naj bi jo zgradili, so sprva načrtovali, da bi jo postavili na 70 metrov visokem Vrabčevem hribu, tako naj bi bila vidna praktično od koder koli v Moskvi. Leta 1813 je bil organiziran natečaj za idejno rešitev, ki ga je na koncu osvojil Aleksander Witberg (1787–1855), mlad in prej neznan slikar in arhitekt švedskega porekla. Njegova zasnova je predvidevala cerkveno stavbo visoko skoraj 250 metrov, edinstveno v Rusiji do takrat, z obsežnimi portali, katere gradnja kupole naj bi spominjala na baziliko svetega Petra v Rimu in tudi Kazansko cerkev v Sankt Peterburgu, ki je bila dokončana leta 1811. Vsi padli iz vojne leta 1812 bi morali najti svoje zadnje počivališče pod portali cerkve.
Oktobra 1817 je bil položen temeljni kamen cerkve. Vendar oblikovanja Witberga ni bilo mogoče uresničiti. Po eni strani se je gradbena parcela na Vrabčevem hribu pozneje izkazala za premehko in nestabilno za stavbo te velikosti, po drugi strani pa je Witberg leta 1826 obtožen poneverbe pri nabavi gradbenega materiala in je bil po dolgotrajnem postopku leta 1835 dokončno izgnan. Gradnja na Vrabčevem hribu je bila ustavljena konec 1820-ih.

### Drugi osnutek in dokončanje
Gradbeni projekt cerkve v spomin na zmago nad Napoleonom se je nadaljeval po neuspehu prvega projekta. Leta 1832 je ugledni rusko-nemški arhitekt Konstantin Thon (1794–1881) carju Nikolaju I. predstavil novo zasnovo cerkve. Projekt je predvideval lokacijo neposredno na levem bregu reke Moskve in v neposredni bližini Kremlja. Arhitekturno se je nova zasnova bistveno razlikovala od stare: cerkev naj bi se gradila v tradicionalnem rusko-bizantinskem slogu za pravoslavne verske stavbe in se tako harmonično zlila v celotno sliko središča Moskve.
10. aprila 1832 je car odobril Thonovo zasnovo. Ker je bil takrat na gradbeni parceli samostan, so se gradbena dela zavlekla še nekaj let. Šele ko so samostan preselili v predmestje Sokolniki in odstranili njegove stare stavbe, so 10. septembra 1839 na bregu reke Moskve položili temeljni kamen. Gradnja, ki je skupaj stala do 15 milijonov rubljev, se je financirala tako s sredstvi iz državnega proračuna kot s številnimi zasebnimi donacijami vernikov. Zaradi zahtevnosti zasnove in težkih geoloških razmer je od postavitve temeljnega kamna do dokončanja cerkve trajalo 44 let. Med gradbenimi deli za temelj je bilo treba izkopati približno 100.000 m³ stavbnega zemljišča. Za temelje je bilo potrebnih skupno 40 milijonov opek.
Slovesna otvoritev cerkve Kristusa Odrešenika je bila prvotno načrtovana za leto 1881, saj je bila do takrat že v veliki meri dokončana. Toda umor carja Aleksandra II. marca istega leta je slovesnost preprečil. Šele dve leti pozneje, 26. maja 1883, je potekala inavguracija skupaj s kronanjem njegovega naslednika Aleksandra III. Spremljali so jo ognjemet in zvonjenje zvonov iz vseh moskovskih cerkva.

### Od inavguracije do uničenja
Devet mesecev pred inavguracijo, 20. avgusta 1882, je bila z velikim uspehom premierno predstavljena Čajkovskega Uvertura 1812. Cerkev je bila od svoje ustanovitve središče ruskega pravoslavnega življenja v Moskvi. Tam so potekala čaščenja in slovesnosti ob posebno slovesnih priložnostih, na primer leta 1912 ob 100-letnici zmage nad Napoleonom in leta 1913 ob 300-letnici vladavine rodbine Romanov.
Po smrti Aleksandra III. Leta 1894 se je Ruska pravoslavna Cerkev odločila, da mu posveti spomenik kot carju, v času katerega je bila cerkev odprta in ga postavi pred cerkveno stavbo. V ta namen so zbrali donacije v rekordnem znesku skoraj 2,5 milijona rubljev. 30. maja 1912 je bil vzporedno s praznovanji ob 100. obletnici zmage nad Napoleonom, odkrit tudi spomenik na strani, obrnjeni proti Moskvi. Spomenik, pri katerega zasnovi je sodeloval moskovski arhitekt Aleksander Pomeranzev (1849–1918), je prikazal carja, ki je sedel na prestolu, obkrožen z bronastimi dvoglavimi orli, simbolom državnega grba Ruskega cesarstva. Spomenik, ki naj bi simboliziral mogočnost in nepremagljivost carjeve vladavine, je stal le šest let: poleti 1918 so ga porušili boljševiki, ki so prišli na oblast med oktobrsko revolucijo leta 1917, kot nezaželen statusni simbol carskega imperija.
Cerkev je ostala po revoluciji, potem ko jo je leta 1922 nasilno prevzela tako imenovana vrhovna cerkvena uprava prenoviteljev, shizmatično gibanje Ruske pravoslavne cerkve, ki je podprlo nove vladarje. Usoda cerkve je bila končno zapečatena nekaj let pozneje, potem ko se je državna oblast ob odobritvi stranke in državnega vodje Josipa Stalina odločila, da bo na mestu cerkve zgrajena monumentalna Palača Sovjetov. Ta stavba ne bi smela arhitekturno predstavljati stare carske zgradbe, temveč novo Sovjetsko zvezo in dosegati višino 415 metrov, ki je bila po svetu prej nepredstavljiva. Cerkveno poslopje je bilo nato zaprto in očiščeno. Potem ko se je preprosto rušenje izkazalo za preveč zapleteno, je bila cerkev po ukazu sekretarja stranke Lazarja Kaganoviča, ki je bil zadolžen za večino novih gradbenih projektov v novi prestolnici, 5. decembra 1931 razstreljena. Ruševine so nato čistili več kot leto dni. Nekaj fragmentov se je znašlo v muzejih ali zasebnih zbirkah.
Gradnja Palače Sovjetov, ki se je začela sredi 1930-ih, na koncu ni presegla dokončanja temeljev, saj so bila dela večkrat prekinjena zaradi temeljnih tal, ki so bila za tako velikansko stavbo veliko preveč mehka, in končno z začetkom vojne proti nacističnemu nemškemu rajhu do nadaljnjega obstala. Po končani vojni je projekt palače izgubil prvotno veliko prednost in je postal zgodovina po Stalinovi smrti leta 1953. Namesto tega so temelje uporabili za gradnjo zunanjega plavalnega bazena. Zgrajen je bil leta 1960 in nudil možnost za plavanje v 13.000 m² velikem bazenu, ki je bil ogrevan vse leto.

### Obnova v 1990-ih
Z vrnitvijo pravoslavne kulture v Sovjetsko zvezo konec 1980-ih med perestrojko je javnost vedno bolj zahtevala, da se cerkev Kristusa Odrešenika ponovno vzpostavi kot versko središče Rusije. Državljanska pobuda za obnovo je bila ustanovljena leta 1990. Leta 1992 je bila po naročilu takratnega predsednika Borisa Jelcina v ta namen ustanovljena fundacija za zbiranje donacij po vsej državi. Kmalu je bil porušen bazen. 7. januarja 1995, na dan pravoslavnega božiča, so na njegovo mesto položili temeljni kamen za novo stavbo.
Da bi bila replika čim bolj resnična, se niso uporabljali le stari modeli in skice, temveč tudi spomini sodobnih prič in številne fotografije stare stavbe od znotraj in zunaj, ki so jih našli v arhivih. Ker temelji niso bili zgrajeni iz posameznih opek kot prvotno, temveč iz armiranega betona, je obnova trajala le pet let in pol, torej veliko hitreje kot gradnja izvirnika. Lupina stavbe je bila dokončana sredi leta 1997 in začela so se dela na notranjem okrasju. 31. decembra 1999, simbolično 2000-letnice Kristusovega rojstva, je bila nova cerkev prvič odprta za javnost.
Posvetitev je 19. avgusta 2000 opravil patriarh Aleksej II. Po podatkih Fundacije za obnovo so bili stroški gradnje približno 170 milijonov ameriških dolarjev, in so v celoti izvirali iz donacij organizacij in zasebnikov. Obnova velja za enega najambicioznejših gradbenih projektov moskovskega župana Jurija Lužkova v 1990-ih.

## Arhitektura in oprema
Rekonstruirana cerkev Kristusa Odrešenika v veliki meri temelji na zunanjosti prvotne stavbe. Osrednji del stavbe, vključno z veliko kupolo in njenim križem, je visok 103,5 m. Gledano od zgoraj ima zgradba obliko približno 85 m širokega grškega križa. Osnovni zid debeline do 3,2 m, sestavljajo monolitne armiranobetonske plošče, ki so na zunanji strani obložene s plastjo opeke in belim marmorjem z Urala zgoraj. Štirje cerkveni zvonovi - najmanjši tehta pet ton, največji, ki zvoni le ob posebnih priložnostih, nekaj manj kot 30 ton, so med obnovo ulili v moskovskem ZiLu.
Tako kot prvotna stavba je bila tudi obnovljena cerkev zgrajena v historičnem, tako imenovanem psevdo ruskem slogu, slogu, ki je bil v Moskvi še posebej razširjen v poznem 19. stoletju in je povezan s tradicijami starodavne ruske arhitekture, kombiniranimi z elementi bizantinske arhitekture. Stari ruski sestavni del cerkvene stavbe je mogoče prepoznati predvsem po njeni fasadi: sem spadajo obokana okna, značilna za stavbe ruske pravoslavne cerkve iz 15. in 16. stoletja (skupaj 60) in vrata (po tri na vsaki strani), pa tudi kokošniki (pet na vsaki strani) in štirje koničasti zvoniki s čebulastimi strešnimi kupolami. Gradnja kupole pa izvira iz bizantinske cerkvene gradbene tradicije. Streha je okronana s skupno petimi kupolami, od katerih so štiri razporejene simetrično okoli velike osrednje kupole s premerom 30 m. Velika in štiri majhne kupole naj bi simbolizirale Jezusa Kristusa in štiri evangeliste Marka, Mateja, Janeza in Luko. Pri obnovi vseh petih kupol je bilo porabljenih približno 12 kg zlatih lističev - v nasprotju s 400 kg prvotne zgradbe, katere kupole so bile pozlačene z manj zapletenim postopkom, ki je bil takrat običajen.
Ko je bila cerkev zgrajena v 19. stoletju, je bila njena fasada na vseh štirih straneh dodatno okrašena z okraski, ki so vsebovali več kot 100 skulptur z motivi iz Stare zaveze in ruske zgodovine. Avtorji teh skulptur so bili znani kiparji tistega časa, med njimi Peter Clodt von Jürgensburg in Fjodor Tolstoi. Med obnovo so okraske v podobni obliki posnemali sodobni kiparji. Nekatere ohranjene originalne skulpture je mogoče videti v moskovskem samostanu Donskoj.
|                                    |  |  |
| Kiparski okraski iz prvotne cerkve |  |  |

Notranjost cerkve dosega stropno višino 79 m na območju glavne kupole in lahko sprejme do 10.000 ljudi. Obseg notranjosti je približno 524.000 m³, zaradi česar je to največja ruska pravoslavna cerkvena stavba na svetu. Osrednji element prostorov je oltar s skoraj 27 m visokim ikonostasom, ki je zasnovan v obliki kapelice. Osrednji del je posvečen Kristusovemu rojstvu, ob strani pa je mogoče videti ikone kanoniziranega kneza Aleksandra Nevskega (severni oltar) in svetega Nikolaja iz Mire (južni oltar).
Barva na notranjih stenah je še posebej vpadljiva. Freske v cerkvi na splošno zasedajo površino približno 22.000 m². V prvotni stavbi jih je ustvarilo več kot 30 znanih ruskih slikarjev 19. stoletja, med njimi Vasilij Surikov, Ivan Kramskoi, Vasilij Vereščagin, Henrik Sjemiradzki ali Jevgraf Sorokin. Tudi notranjost obnovljene cerkve je bila izvirno poslikana, na osnovi izvirnika, z vsemi motivi, posvečenimi figuram iz Stare in Nove zaveze ter svetnikom, ki so jih častili v Ruski pravoslavni Cerkvi. Največja freska s premerom do 16 m je nameščena neposredno pod glavno kupolo in predstavlja Trojico Nove zaveze. Vse freske, ki krasijo notranjost, so bile narejene od leta 1997 do 2000 pod vodstvom Cesarske umetniške akademije in njenega predsednika gruzijsko-ruskega kiparja Suraba Ceretelija.
Arhitekturni kompleks cerkve Kristusa Odrešenika vključuje tudi cerkev Kristusovega spreobrnjenja (rus. Преображенская церковь), ki je bila zgrajena avgusta 1996 v počastitev samostana, ki je tu obstajal do leta 1839. Ta cerkev je bila z novogradnjo popolnoma zaprta, ko je bila cerkev obnovljena in je zdaj v kleti. Je ena redkih sestavnih delov templja, ki v obliki prvotne stavbe ni obstajala. Poleg cerkve Kristusovega spreobrnjenja je v kleti muzej, ki obiskovalce seznanja z zgodovino cerkve Kristusa Odrešenika, njeno gradnjo, uničenjem in obnovo ter ponuja vodene oglede skozi stavbo in zvonike za skupine obiskovalcev. V muzeju so tudi deli originalnih fresk, ki so krasile notranje stene, preden so cerkev leta 1931 porušili. Poleg tega ima v kleti Ruska pravoslavna sinoda konferenčno dvorano, prireditveno dvorano, več prazničnih jedilnic in prostorov za oskrbo in postrežbo.
- Pogled
- Zelenica ob cerkvi
- Cerkev in Patriarhov most ponoči
- Pogled iz cerkve na Moskvo in Kremelj
- Kupola s fresko

## Dogodki
Ko je bila leta 1883 prvič dokončana, je cerkev Kristusa Odrešenika veljala za središče verskega življenja v Rusiji. Tudi po ponovni vzpostavitvi je prevzela vlogo osrednje cerkve Ruske pravoslavne Cerkve. Njen vodja je vedno patriarh Moskve in celotne Rusije. Tam vodi slovesno bogoslužje ob vseh pomembnih pravoslavnih praznikih, ki se jih udeležujejo visoki ruski politiki. Poleg tega se redno mašuje ob sobotah ob 17. uri in ob nedeljah od 10. ure dalje.
Drugi nedavni slavnostni dogodki, ki so se zgodili v cerkvi Kristusa Odrešenika so pogreb pokojnega bivšega predsednika Borisa Jelcina 25. aprila 2007 in patriarha Aleksija II. 7. decembra 2008, letna srečanja Svetovnega sveta ruskega naroda, s podpisom sporazuma o združitvi Ruske pravoslavne Cerkve v tujini z Moskovskim patriarhatom 17. maja 2007 in ustoličenje patriarha Kirila I. 1. februarja 2009.
21. februarja 2012 so članice ruske punk zasedbe Pussy Riot, vključno z Nadeždo Andrejevno Tolokonikovo, Jekaterino Stanislavovno Samuzevič in Marijo Vladimirovno Aljočino, vstopile v cerkev in organizirale kratek dogodek na območju oltarja s pesmimi in molitvami proti patriarhu Kirilu in ruskemu predsedniku Vladimirju Putinu. Nastop je privedel do aretacije in avgusta istega leta so bile tri glasbenice obsojene na dve leti taborišča zaradi »huliganstva iz verskega sovraštva«. Sodba je izzvala proteste po svetu in razprave o vprašanju svobode izražanja v Rusiji pod Vladimirjem Putinom.